# 高原諏訪城
高原諏訪城（たかはらすわじょう）は、岐阜県飛騨市神岡町殿にあった日本の城。国の史跡「江馬氏城館跡」を構成する城館群の1つ。

## 概要
室町時代に江馬時盛、時経らが築城したとされ、江馬氏の本拠地であった。しかし、天正10年（1582年）の八日町の戦いで江馬輝盛が三木自綱に敗れ戦死すると、小島城主・小島時光によって攻められ、大雪で防御柵なども破損していたことなどもあり、防御体制が万全でなかったために落城し、廃城となった。これにより、高原郷の領主としての江馬氏は滅亡することになった。
遺構には土塁と堀、曲輪がある。特に堀切は大規模なものが現存している。
「江馬氏城館跡（下館跡、高原諏訪城跡、土城跡、寺林城跡、石神城跡、麻生野城跡、政元城跡）」の1つとして1980年（昭和55年）3月21日に国の史跡に指定されている。

## アクセス
- 国道471号から1.5キロメートル。